# Fred Hagedorn
Fred Hermann Hagedorn (* 17. September 1875 in New York; † 16. September 1940 in Heikendorf) war ein deutscher Verwaltungsjurist und Ministerialbeamter.

## Leben
Hagedorn studierte Rechtswissenschaft an der Georg-August-Universität Göttingen. 1896 wurde er Mitglied des Corps Bremensia. Nach den Examen und der Referendarausbildung trat er in die innere Verwaltung Preußens. Zunächst war er als Regierungsassessor im preußischen Handelsministerium tätig. 1910 wurde er Landrat des Kreises Schleswig. Er wechselte 1916 ins preußische Innenministerium und wurde 1917 zum Staatskommissar beim Präsidenten des Kriegsernährungsamtes ernannt. Von 1920 bis 1922 war er als Staatssekretär stellvertretender preußischer Staatskommissar für Volksernährung. 1923 wurde er Staatssekretär im Reichsministerium für Ernährung und Landwirtschaft. 1926 wurde seine Stelle zur Disposition gestellt.
Hagedorn hatte 1917 das Gut Schrevenborn bei Kiel erworben, das er nach seinem Eintritt in den Ruhestand bewirtschaftete. Er war ab 1928 Leiter und Vorstand der Deutschen Mühlenvereinigung AG und Mitglied der Deutschen Landwirtschafts-Gesellschaft. Er saß im Aufsichtsrat mehrerer Mühlengesellschaften.
Hagedorn war verheiratet mit Marie Clara, geborene Finkler (* 13. Februar 1885 in Bonn; † 21. Juli 1966 in Schrevenborn). Seine Ehefrau war eine Tochter des Mediziners Dittmar Finkler und dessen Ehefrau Karoline, geborene König. Aus Hagedorns Ehe ging der Generallandschaftsdirektor Jürgen Hagedorn hervor.